# ژاله‌پوش‌گرده
ژاله‌پوش‌گرده (نام علمی: Droserapollis)، سرده‌ای از گیاهان منقرض شده از خانواده ژاله‌پوشان است. این یک آرایه است که فقط از گرده‌های فسیلی شناخته شده‌است.
دانه‌های گرده ژاله‌پوش‌گرده در چهاروجهی چهارتایی (گروه‌های چهارتایی) متحد می‌شوند. دانه‌های منفرد احتمالاً منفذمانند هستند. برون‌لایه با فرآیندهای گامت و باکولات کوتاه مخلوط می‌شود، در حالی که سکسین گرانوله است.
گرده ژاله‌پوش‌گرده جوانه‌ای (D. gemmatus) به‌خوبی حفظ نشده است و در ماسه‌سنگ یوتنگ‌پینگ (Yutengping) تایوان دوره میوسن یافت شده‌است، در حالی که ژاله‌پوش‌گرده خاسی (D. khasiensis)  از ماسه‌سنگ لاکادونگ (Lakadong) لایترینگ (Laitryngew)، تپه‌های کاسی، مگالایا و هند در دوره پالئوسن سرچشمه می‌گیرد. علاوه بر این، پالینومورف‌هایی از آلمان نیز به این جنس اختصاص داده شده‌اند.
گرده ژاله‌پوش‌گرده از نظر ریخت‌شناسی با گرده ژاله‌پوش زنده مطابقت دارد. چهارتایی ژاله‌پوش‌گرده جوانه‌ای با تردید ۵۳-۵۶ میکرومتر هستند. دانه‌های منفرد کشیده هستند و اندازه آنها ۳۴-۴۰ در ۲۵-۲۶ میکرومتر است. برون‌لایه ۱/۵-۲/۴ میکرومتر ضخامت دارد، با گما یا باکولا به طول ۱-۲ میکرومتر.